# Dobrodružství rabína Jákoba
Dobrodružství rabína Jákoba (v originále Les Aventures de Rabbi Jacob) je francouzsko-italská komedie režiséra Gérarda Ouryho z roku 1973 v hlavní roli s Louisem de Funès. Snímek byl nominován na Zlatý glóbus v kategorii Nejlepší zahraniční film.

## Děj
Rabín Jákob, populární newyorský rabín, odcestuje do Paříže za svou rodinou, aby oslavil bar micva svého příbuzného Davida. Francouzský podnikatel Victor Žluna (v dabingu ČT uváděn jako p. Datel) spěchá se svým řidičem Salomonem Francií na svatbu své dcery. Na střeše auta převážejí člun. Cestou mají nehodu a auto se převrátí do jezera - na člun, takže plují dál. Datel pak Salomona propustí, protože odmítá pracovat o šábesu. Arabský revolucionář Mohamed Larbi Slimane je zajat zabijáky ze své země, kteří ho unesou do továrny na žvýkačky, kam se po své nehodě uchýlí i Žluna
Žluna si zločinců v továrně všimne a zavolá policii, ale místo toho se dovolá pouze jiného telefonu v továrně a ten zvedne Fares, vůdce zabijáků. Ti ho začnou pronásledovat, ale Žluna uteče na svou loď. Tam už ale uprchl i Slimane, který z ní zastřelí dva ze zabijáků. Policie se domnívá, že vrahem je Žluna, a tak ho začne pronásledovat komisař Andreani.
Slimane použije Žlunu jako rukojmí a donutí ho dovézt ho na letiště Orly. Tam se ale dostanou i Žlunova žena, zabijáci, Andreani a také rabín Jákob. Žluna a Sliman se na záchodech potkají s dvojicí rabínů (ne však Jákoba a jeho doprovodu, ti v tu chvíli teprve vystupují z letadla) převlečou se za ně, a tak se jim podaří přede všemi uprchnout. Pak na ně ale narazí rabínova rodina, Schmollovi, a odveze je do židovské čtvrti. Jediný, kdo Žlunu pozná, je Salomon. Následuje mnoho nedorozumění, např. pravý rabín Jákob je zabijáky i Andreanim chvíli považován za Žlunu, Žluna se Slimanem slouží židovskou bohoslužbu, policisté jsou Židy v synagoze považováni za teroristy, kteří chtějí zabít rabína Jákoba.
Zabijákům se nakonec podaří Žlunu i Slimana znovu dopadnout, ale mezitím vyjde najevo, že v jejich zemi došlo k převratu a Sliman se stal prezidentem. Francouzská vláda mu proto pošle doprovod, který auto, ve kterém jsou Žluna, Sliman, zabijáci i pravý rabín Jákob se společníkem, dovede k Invalidovně, kde se koná svatba Žlunovy dcery. Ta se zamiluje do Slimana, se kterým odletí do jeho země, Žluna se znovu setká se svou ženou a spřátelí se Schmollovými, rabín Jákob se konečně setká se svou rodinou.

## Obsazení
| Louis de Funès   | Victor Datel/rabín Jákob              |
| Suzy Delair      | Germaine Datlová                      |
| Marcel Dalio     | rabín Jákob                           |
| Claude Giraud    | Mohamed Larbi Slimane/rabín Zeiligman |
| Renzo Montagnani | Farès                                 |
| Henri Guybet     | Salomon                               |
| Popeck           | Moishe                                |
| Miou-Miou        | Antoinette Datlová                    |
| Denise Provence  | Esther                                |
| Claude Piéplu    | komisař Andreani                      |